# Ludolf von Schladen (Bischof, † 1289)
Ludolf Graf von Schladen († 6. April 1289) war von 1253 bis 1255 als Ludolf II. Bischof von Halberstadt und von 1270 bis 1289 Weihbischof im Bistum Schwerin.

## Leben
Ludolf von Schladen entstammte dem in Schladen ansässigen Adelsgeschlecht der Grafen von Schladen, das mit der weiteren Adelsfamilie Schladen nicht verwandt ist. Im Bistum Schwerin wurde mehrfach der sich als Episcopus quondam Halberstadensis bezeichnende Ludolf II., ein Bruder des Schweriner Bischofs Hermann I. Graf von Schladen (1263–1289), tätig.
Nach Täuschung des rücktrittswilligen Halberstädter Bischofs Meinhard von Kranichfeld wurde am 8. Januar 1253 Ludolf II., Graf von Schladen zum neuen Bischof von Halberstadt gewählt, vom König belehnt und vom Metropoliten Gerhard von Mainz bestätigt und electus et confirmatus genannt.
Da die näheren Umstände der Wahl offensichtlich dem König verschwiegen wurden, erklärte der Legat die Wahl für ungültig und Ludolf II.  wurde excommuniziert. Das Domkapitel Halberstadt spaltete sich und wählte am 27. August 1254 Volrad von Kranichfeld, einen Neffen des abgedankten Bischof Meinhard, zum neuen Bischof.
Zwischenzeitlich war Ludolf schon durch den Metropoliten zum Bischof geweiht worden. Nach Verhandlungen einer durch das Liebfrauenstift aufzubringenden Rente kam es Ende 1255 zum Rücktritt von Ludolf II. als Bischof zu Halberstadt. Seine offizielle Absetzung muss aber erst 1257 erfolgt sein.
Danach wurde Bischof Ludolf gegen Bischof Vollrad und das Halberstädter Domkapitel unter den Schutz der Römischen Kurie genommen, die wegen der Nichtzahlung der Rente sogar zu Strafen verurteilt wurden. 1259 wurde er vom Papst Alexander IV. als venerabilis frater bezeichnet.
Mit Zunahme der geistlichen Tätigkeit im Kloster Rühn verlieh dort am 21. November 1270 Bischof Ludolf als weiland Bischof zu Halberstadt Ablass aus Anlass der Einweihung einer besonderen Marienkapelle. Am 28. September 1270 erfolgte durch ihn eine Ablassverleihung für Gewährung von milden Gaben an das Heiligen-Geist-Hospital Rostock. Bei Streitigkeiten zwischen dem Schweriner Dompropst Fürst Nikolaus von Mecklenburg und dem Scholasticus M. Mauritius in den Jahren 1273 bis 1274 war Bischof Ludolf sogar als Richter tätig.
Am 19. Juni 1278 weihte Bischof Ludolf die Marienkirche zu Parchim. Der Schweriner Bischof Hermann I. von Schladen bezeichnete seinen Bruder, den Weihbischof Ludolf als venerabbilis in Christo dominus Ludolphus, episcopus quondam Halberstdensis und bemerkte, dass die Weihe geschehen sei.
Im Bistum Schwerin hatte Bischof Ludolf zusätzlich zu seiner Rente vom Bistum Halberstadt noch ein kleines Einkommen vom Zehnten aus dem Lande Waren, welches ihm sein Bruder Hermann I. als Bischof von Schwerin am 6. April 1289 bewilligte.
Bei Pontifikalhandlungen bezeichnete er sich nicht als vicarius in pontificalibus, sondern gebrauchte den Titel Episcopus quondam Halberstadensis, wie es auch sein Siegel ausweist.
Bischof Ludolf ist vor dem 6. April 1289 verstorben. Der Ort der Bestattung ist unbekannt.

## Siegel
Bischof Ludolf hatte ein spitzovales Siegel. Darin ein stehender Bischof mit Mitra und Stab und mit nach innen gerichteter Krümme in der linken Hand, die rechte Hand zum Segen erhoben.
Die Umschrift lautet: S' LUDOLFI EPI QVODA HALBERSTADEN.